# Кайнарджа
Кайнарджа́ (болг. Кайнарджа) — село в Силістринській області Болгарії. Адміністративний центр общини Кайнарджа.

## Населення
За даними перепису населення 2011 року у селі проживала 691 особа.
Національний склад населення села:
| Національність   | Кількість осіб | Відсоток |
| ---------------- | -------------- | -------- |
| болгари          | 680            | 99,0%    |
| турки            | 7              | 1,0%     |
| цигани           | 0              | 0%       |
| інша             | 0              | 0%       |
| не визначились   | 0              | 0%       |
| Всього відповіли | 687            |          |

Розподіл населення за віком у 2011 році:
Динаміка населення:

## Історія
Село відоме в історії як Кючук-Кайнарджі - місце, де в 1774 році був підписаний принизливий для Османської імперії Кючук-Кайнарджійський мирний договір.

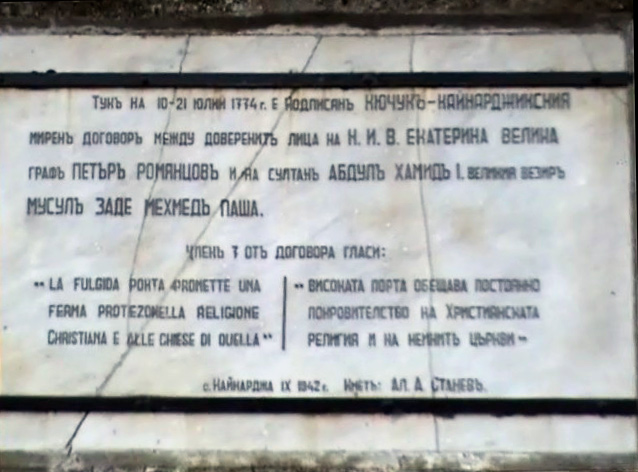
Меморіальна дошка